# 山西省经济

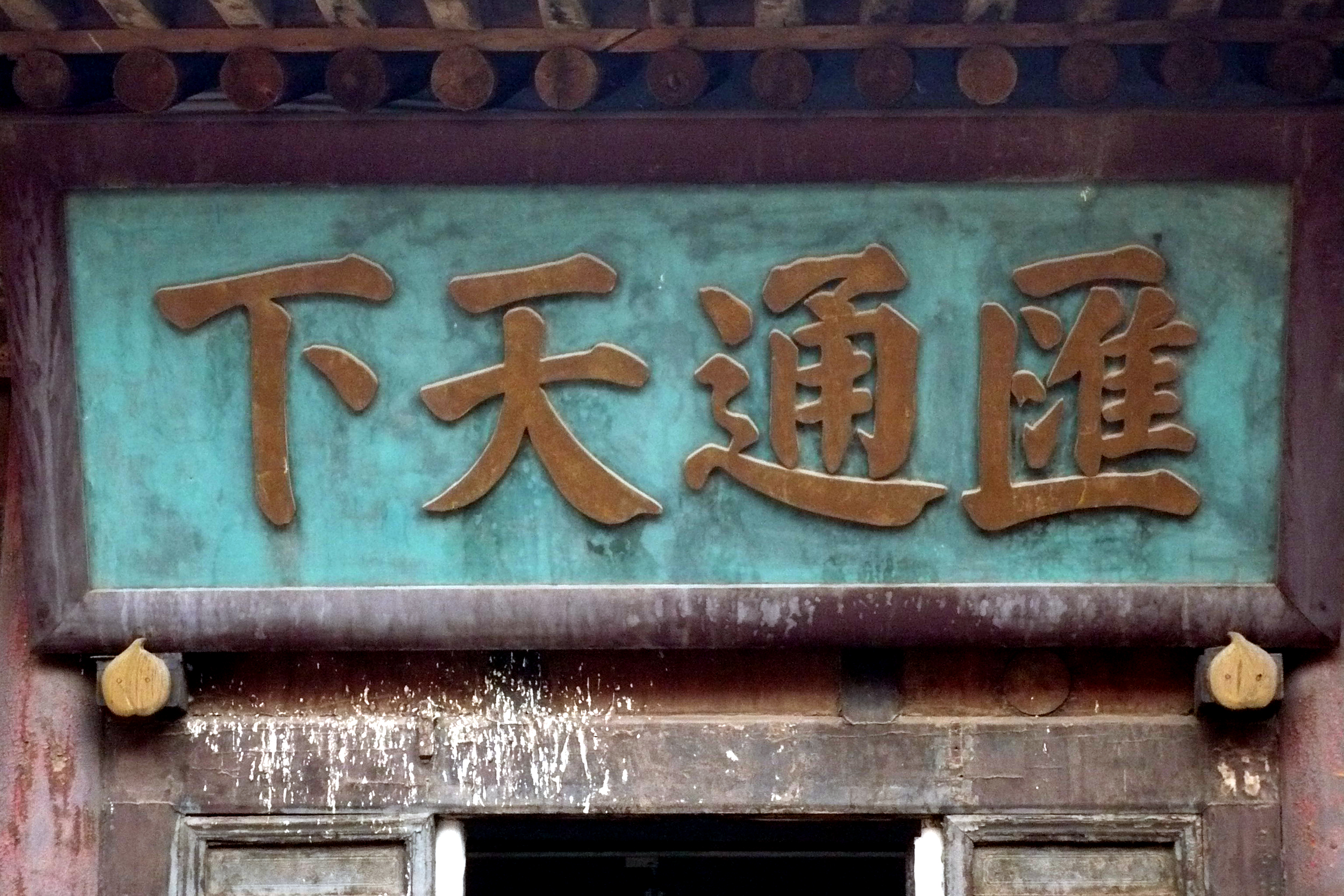
日昇昌匯通天下匾額，晋商鼎盛時期日昇昌票號幾乎壟斷金融

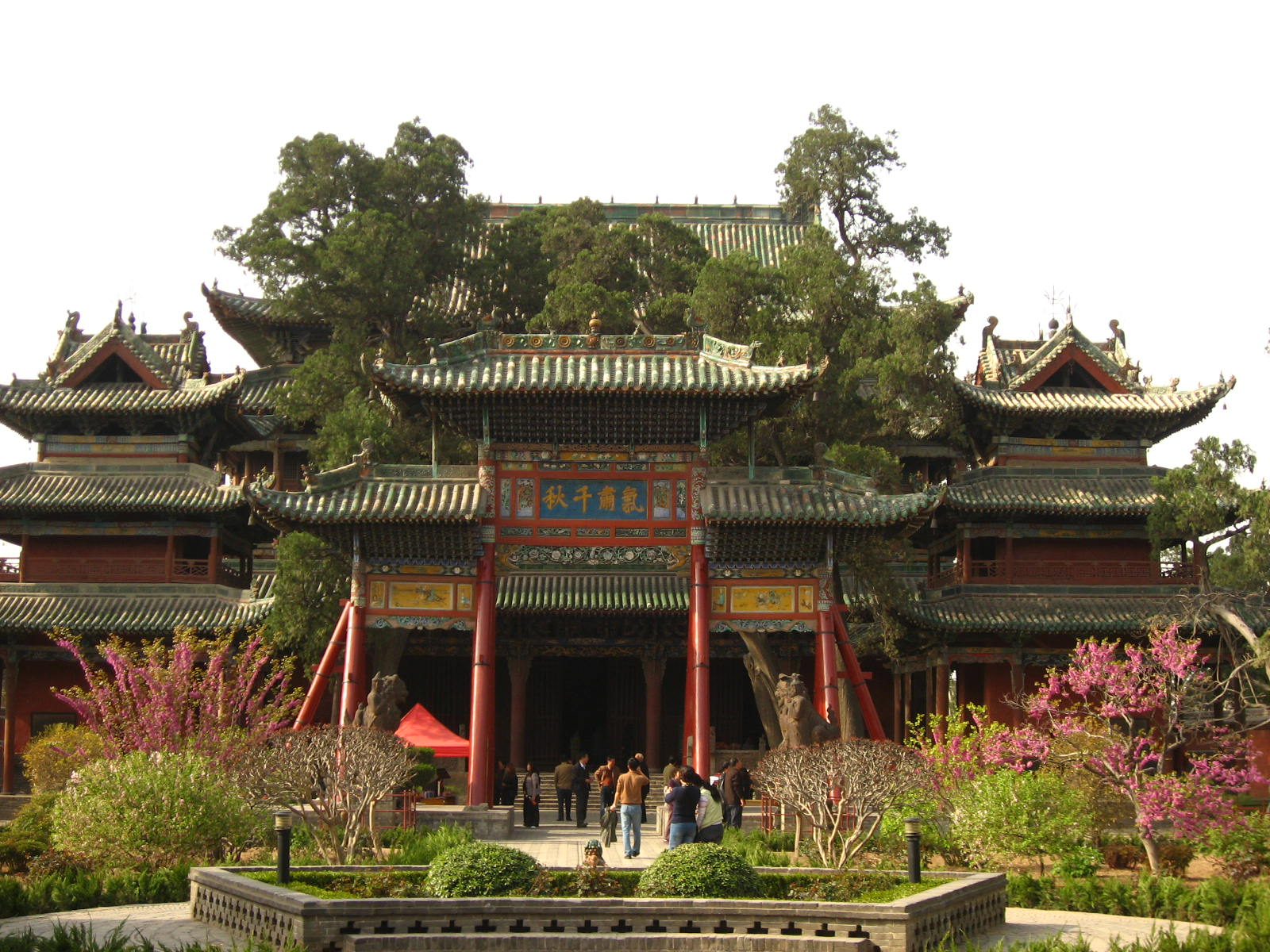
關帝廟

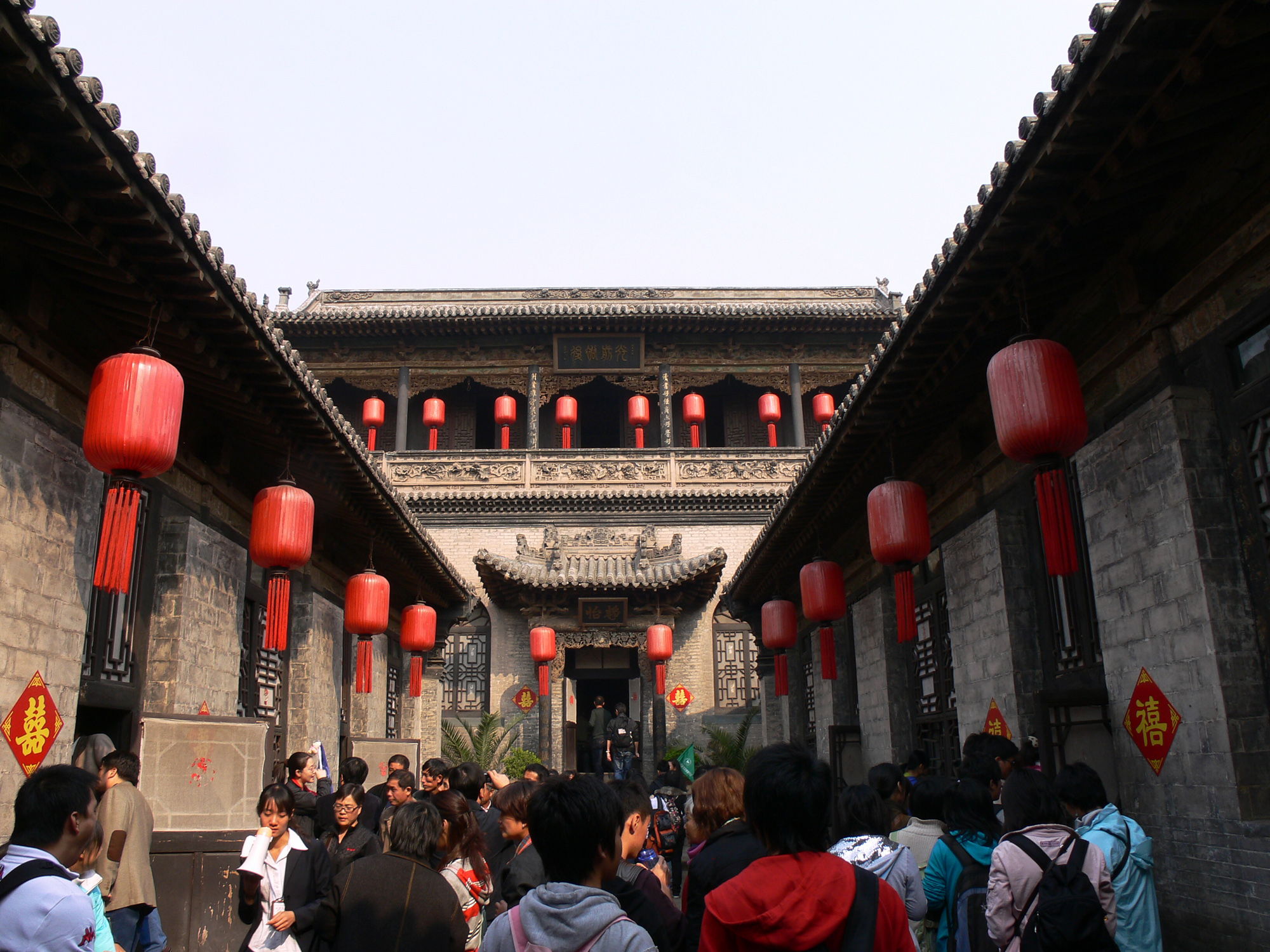
乔家大院

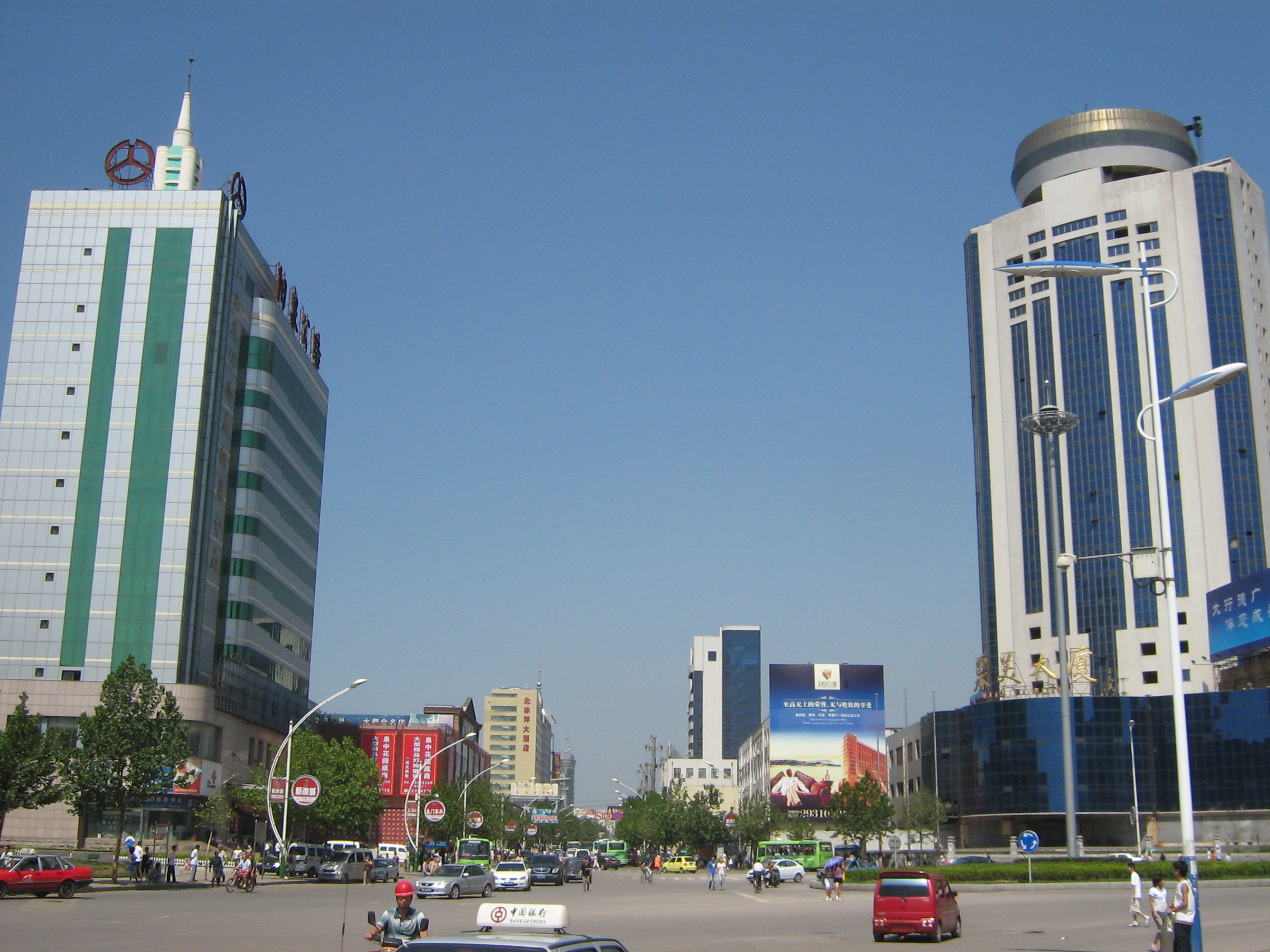
阳泉市中心

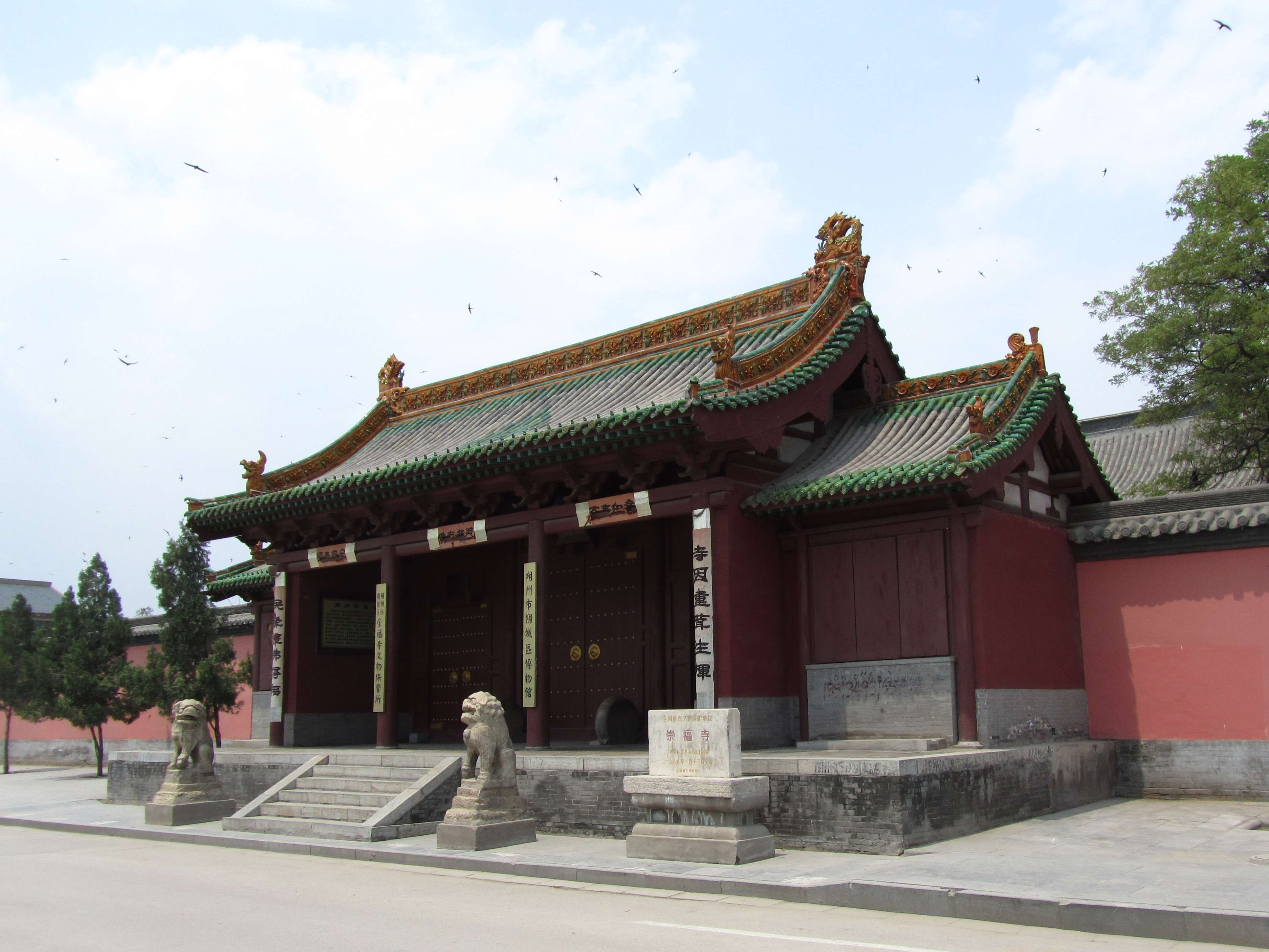
崇福寺 (朔州)

山西省经济指的是中华人民共和国山西省的经济状况。山西是工业经济最为发达的省份和煤炭生产大省。经济特区也没自贸试验区的省级行政区。明清时晋商是全国著名商帮，势力影响遍及中国及东南亚、日本，更远达俄罗斯、欧洲和印度。19世纪山西票号也风行全中国。晚清山西的商业和金融业在种种压迫下渐趋衰微。
中华人民共和国成立后，受“小三線建設”及“支援内地”之惠，社会经济曾一度快速发展。文革期间集体主义建设突出，曾涌现了象大寨这样的集体主义经济模范。毛泽东为此发出了“农业学大寨”的号召。改革开放后经济转而主要依靠地下丰富的煤炭资源，逐步依托煤发展电力及煤化工，大同、太原等地均有大型煤矿。近些年来，山西正在逐步扭转以资源密集型产业为重点的单一经济模式，努力在高技术，高附加值的相关产业上做文章，并且已经取得了一些成效。经济结构中，工业在国民经济中占有重大的比重，其中煤炭工业占有重大比重，其省級著名企业有：
| 晋能控股集团 | 太原钢铁集团 | 华阳集团       | 潞安化工集团 |
| 太原重型机械 | 北方铜业     | 中条山有色金属 | 长治钢铁     |
| 经纬纺机     | 建龙钢铁     | 山西焦煤       | 晋西车轴     |
| 漳泽电力     | 晋煤集团     | 兰花集团       |              |

## 发展历史
山西在春秋時代是晉國的核心地區，由於晉國是當時的強盛諸侯國，所以當時山西經濟已經相當發達。
明清时晋商是全国著名商帮，势力影响遍及中国及东南亚、日本，更远达俄罗斯、欧洲和印度。19世纪山西票号也风行全中国。晚清山西的商业和金融业在种种压迫下渐趋衰微。
中华人民共和国成立后，受“小三线建设”及“支援内地”之惠，社会经济曾一度快速发展。文革期间集体主义建设突出，曾涌现了象大寨这样的集体主义经济模范。毛泽东为此发出了“农业学大寨”的号召。改革开放后经济转而主要依靠地下丰富的煤炭资源，逐步依托煤发展电力及煤化工，大同、太原等地均有大型煤矿。

## 经济数据
2007年，山西GDP总量（最终核实数）达到5,696.15亿元，与上年相比增幅达到14.2％，占全国的比重为2.1％；其中第一产业313亿元，占GDP比重为5.49％；第二产业3,394.69亿元，占59.6％；第三产业1,988.46亿元，占34.9％；人均GDP为16,835元，次于黑龙江、新疆等14省市区居第15位
2008年，山西GDP总量首次过6千亿元，达到6,938.73亿元，GDP总量居全国第十八位，比上年增长8.3%。其中，第一产业增加值302.48亿元，增长2.5%；第二产业增加值4265.77亿元，增长7.4%；第三产业增加值2370.48亿元，增长10.6%。人均GDP首次突破两万元，达到20398元，按2008年平均汇率计算达到2937美元。
2020年，山西全年实现地区生产总值17651.93亿元，按不变价格计算，比上年增长3.6%。其中，第一产业增加值946.68亿元，增长3.6%，占地区生产总值的比重5.4%；第二产业增加值7675.44亿元，增长5.5%，占地区生产总值的比重43.4%；第三产业增加值9029.81亿元，增长2.1%，占地区生产总值的比重51.2%。
与其他省份的经济发展速度相比，山西属于中等发展速度省份，经济总量居全国中等水平。按绝对数比较，2007年GDP总量为1978年的64.74倍；按可比价格比较（以全国平均物价水平推算），GDP年平均增长率9.5％，低于同期全国9.8％的平均水平，年均增长率次于云南、陕西等13个省市区居全国第十四位。
2007年山西GDP总量（最终核实数）达到5,696.15亿元，与上年相比增幅14.2％，占全国比重为2.1％
- 第一产业313亿元，占GDP比重为5.49％，次年2008增長302.48亿元，增长2.5%
- 第二产业3,394.69亿元，占59.6％，次年2008增長4265.77亿元，增长7.4%
- 第三产业1,988.46亿元，占34.9％，次年2008增長2370.48亿元，增长10.6%

2008年中国GDP统计，山西GDP总量首次过6千亿元，达到6,938.73亿元，GDP总量居全国第十八位，比上年增长8.3%。1978年-2008年，山西GDP总量在全国的位次一直在第15位至第21位间轮替
- 1978年居第15位
- 1990年居第18位
- 1995年居第20位
- 2004年居第16位
- 2006年居第18位

GDP总量的发展
- 1995年突破1千亿元
- 2007年突破5000亿元
- 2016年突破1.28萬億元[4]

人均GDP的发展2008突破两万元，达到20398元，按汇率计算达2937美元。
- 1995年首次突破5千元（全国1995年突破5千元）
- 2003年突破1万元（全国2003年突破1万元）[6]
- 2008年突破1万5千元
- 2008年突破2万元（全国2008年突破2万元）

## 农业
2020年山西全省农作物种植面积3541.5千公顷，比上年增加17.1千公顷。其中，粮食种植面积3130.0千公顷，增加3.9千公顷；油料种植面积88.3千公顷，减少11.4千公顷；中草药材种植面积77.5千公顷，增加16.4千公顷；蔬菜种植面积189.0千公顷，增加8.6千公顷。在粮食种植面积中，玉米种植面积1742.2千公顷，增加27.2千公顷；小麦种植面积535.9千公顷，减少10.9千公顷。果园面积381.1千公顷，增加6.2千公顷。全年全省粮食产量1424.3万吨，比上年增产62.5万吨，增长4.6%。其中，夏粮236.8万吨，增长4.0%；秋粮1187.5万吨，增长4.7%。

## 工业
煤矿和能源产业是山西工业的支柱产业，2018年的山西煤炭产量为9亿吨，占中国煤炭产量的比率从8.23%增至25.2%，中华人民共和国建国70年中有58年煤炭产量位居中国第一，2019年山西省原煤产量97109万吨。2020年山西全省规模以上原煤产量106306.8万吨，增长8.2%；焦炭产量10493.7万吨，增长5.6%；发电量3366.9亿千瓦小时，增长2.1%；非常规天然气产量85.2亿立方米。全年全省全社会发电量3395.4亿千瓦小时，增长4.4%。向省外输送电力1053.6亿千瓦小时，增长6.3%。全社会用电总量2341.7亿千瓦小时。